# Roodhandbrulaap
De roodhandbrulaap (Alouatta belzebul)  is een zoogdier uit de familie van de grijpstaartapen (Atelidae). De wetenschappelijke naam van de soort werd gepubliceerd door Carl Linnaeus in 1766.

## Voorkomen
De soort komt voor in Brazilië.